# Mesnali
Mesnali is een plaats in de Noorse gemeente Ringsaker, fylke Innlandet. Mesnali telt 379 inwoners (2007) en heeft een oppervlakte van 0,72 km².